# Franca Masu
Franca Masu (Alghero, 23 maggio 1962) è una cantante italiana.

## Biografia
È figlia dell'artista Manlio Masu. Esponente della cultura e parlata catalana di Alghero in Sardegna, canta in catalano (anche nella variante algherese), ma anche in italiano, sardo, spagnolo e portoghese.  La sua voce, dotata di grande estensione e di una tecnica solidissima, insieme con le straordinarie capacità di interprete, le ha permesso di spaziare dal jazz al fado, dalla musica d'autore a quella napoletana, dalla musica tradizionale a quella italiana. 
Ha realizzato otto CD e numerosi concerti in Italia e all'estero.

## Discografia
- El meu viatge, Saint Rock, 2000
- Alguímia, Aramusica, 2003
- Aquamare, Aramusica-Felmay, 2006
- Hoy como ayer, Aramusica, 2008
- 10 Anys,  Aramusica, 2011
- Amor y Pasión,  Velut Luna, 2011
- Almablava,  Felmay, 2013
- Cordemar, WMusic, 2021

## Premi e riconoscimenti
- Premio Maria Carta, 2004
- Artista rappresentante il Mediterraneo al festival di Porta Ferrada, 2009
- Creu de Sant Jordi (massima onorificenza per la cultura catalana), 2018
- Premio Ostana: scritture in lingua madre, 2019
- Navicella d’Argento Sardegna, 2019